# Upsalite

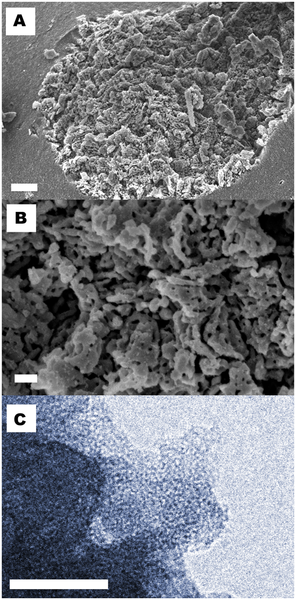
Microscopie électronique de l'upsalite : échelles : (A) : 1 µm ; (B) : 200 nm ; (C) : 50 nm

 (décembre 2016).
Améliorez-le ou discutez des points à vérifier. 
L'upsalite est une forme anhydre de carbonate de magnésium, synthétisée en juillet 2013 pour la première fois,. 

## Description
Avec une surface spécifique de 800 m2/g, l'Upsalite présente la plus grande surface spécifique jamais mesurée pour un métal alcalino-terreux de synthèse. Elle permet d'absorber plus d'eau à de basses humidités relatives que les meilleurs matériaux auparavant disponibles - les zéolithes adsorbeurs. De plus, l'upsalite relâchera cette eau à de plus basses températures que les zéolithes, ce qui représente moins d'énergie à fournir.

## Nom
Le nom de l'upsalite provient de l'Université d'Uppsala (Suède), où elle a été synthétisée pour la première fois. Alors que le nom de la ville d'Uppsala s'écrit avec deux "p", on n'en compte qu'un seul dans le nom de la molécule, provenant du nom de l'université, Universitas Regia Upsaliensis, qui a conservé l'orthographe latine avec un seul "p", comme dans l'ancienne appellation de la ville (Upsala).

## Synthèse

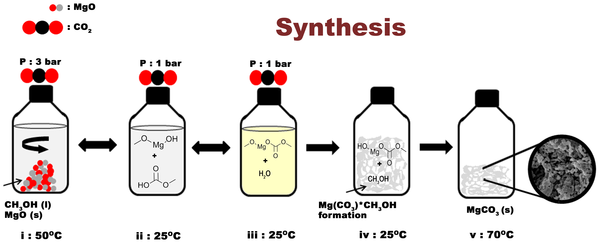
schéma d'une synthèse d'upsalite

On synthétise l'upsalite par dissolution d'oxyde de magnésium (MgO) et de dioxyde de carbone (CO2) dans du méthanol, sous une pression trois fois supérieure à la pression atmosphérique. Il en résulte de l'upsalite (MgCO3) pure et sèche.

## Propriétés
L'upsalite a des propriétés dessicantes meilleures que celles des zéolithes, qui sont des matériaux beaucoup plus coûteux. La plupart de l'eau retenue par l'upsalite est conservée lorsqu’on la transfère d'un milieu humide à un environnement très sec. La forme anhydre peut être régénérée en la chauffant à 95 °C, alors que la plupart des zéolithes nécessitent de les chauffer à plus de 150 °C pour les déshydrater. Cette propriété de séchage est due à la surface spécifique très importante de l'upsalite. Alors que les différentes formes du carbonate de magnésium sont liées à l'eau et ont des structures cristallines, l'upsalite ne contient pas de molécules d'eau dans sa structure, qui n'est pas cristalline. Au contraire, elle est mésoporeuse, ce qui lui confère sa surface spécifique importante (800 m2/g).

## Utilisation
Les applications potentielles de l'upsalite sont la réduction de la quantité d'énergie nécessaire pour contrôler l'humidité dans les domaines de l'électronique et de l'industrie pharmaceutique, ou bien dans les patinoires ou les entrepôts. Elle pourrait aussi potentiellement être utilisée pour la collecte de déchets toxiques, de produits chimiques ou de nappes de pétrole, ainsi que pour le contrôle des odeurs ou la désinfection après un feu.